# Галуза Наталія Олексіївна
Галу́за Ната́лія Олексі́ївна — українська спортсменка, майстер спорту міжнародного класу з кікбоксингу.
Займатися кікбоксингом почала у віці 14 років. Закінчила університет. В 2011 році працювала тренером з кікбоксингу.

## Спортивні досягнення
- Майстер спорту міжнародного класу
- Чемпіонка світу.
- 6-разова призерка чемпіонату світу,
- чемпіонка Європи,
- срібна призерка Кубка світу
- багаторазова чемпіонка України,